# Clusia scandens
Pour les articles homonymes, voir Bois roi.
Espèce
Synonymes
- Quapoya scandens Aubl.
- Rengifa scandens (Aubl.) Planch. & Triana - Basionyme[1]

Clusia scandens est une espèce de plantes à fleurs de la famille des Clusiaceae. C'est une plante rare, endémique de Guyane.
Il s'agit de l'espèce type de la section Quapoya du genre Clusia telle que désignée par Aublet (mais remise en question par Planchon & Triana au profit de Clusia panapanari).

En Guyane, on le connait de façon générique sous les noms de Bois roi, Zognon danbois (Créole), Pelepele (Wayãpi), Patakwik (Palikur), Apuf, Cebola-grande-do-mato (Portugais).

## Statut
Clusia scandens est une espèce déterminante ZNIEFF en Guyane (sous son ancien nom de Quapoya scandens Aubl.).

## Taxonomie
« 2. Rengifa scandens, Nob.

Quapoya scandens, Aubl., Guy., II, 898, tab. 313.

Xanthe scandens, Willd., Sp., IV, 877.

Clusia Quapoya, Choisy in DC. Prodr,, l, 559.

Clusia microcarpa, Sprengel.

Guyane française (Aublet-Sagot?).
Il est évident que le caractère générique du Quapoya, tel que Aublet l'a esquissé, s'applique principalement à son Quapoya scandens et presque pas à son Quapoya Pana-Panari. Nous avons exposé plus haut les raisons qui nous ont déterminés à prendre néanmoins ce dernier comme type du Quapoya. L'androcée du Quapoya scandens, bien que très inexactement décrit et figuré, s'accorde néanmoins de la façon la plus frappante avec celui du Rengifa peruviana, de manière à ne pas laisser de doute sur l'identité générique des deux plantes.
Nous aurions voulu pouvoir vérifier sur la nature les autres caractères assignés au Quapoya scandens. Mais, en l'absence de l'exemplaire type d'Aublet, nous n'avons pu, malgré notre vif désir, rencontrer, dans les herbiers de Paris et de Genève, aucune plante qui répondît exactement à ce type. La seule qui s'en rapproche et qui peut-être doive s'y rapporter, est une plante dont M. Sagot a bien voulu nous communiquer des fragments et dont nous traçons ici les caractères. 
Folium speciminis incompleti unicum cuneato-obovatum, apice subrotundato in acumen brevissimum obtusum contractum, margine integro planum, coriaceum, nervo primario inferne utrinque prominulo, superne evanido, secundariis crebris, veniformibus, tenuibus, sinuosis, valde obliquis, quibus characteribus formas, crassitudinis et nervationis. plane cum icône Aubletiana Quapoyœ scandentis convenit. — Gymas paniculiformis fructiferse fragmentum inflorescentise stirpis supra dictée equidem respondens. Pedicelli brevissimi. Fructus(immaturi) grano Piperis nigri vix majores, bracteolis calyceque immutalis suffulti. Bractese calycinse 2, oppositse, parvse. Sepala 5, gestivatione quinconciali imbricata, externis 2 multo minoribus. Staminodia 5, distincta, linearia, complanata, sepalis opposita, sub apice leviter diiatato loculos antherae marginales effetos angustos gerenlia. Ovarium valde evolutum (v. si mavis, fructus immaturus) anguste ovoideum, suturis carpellorum extus in plicas aliformes angustas extensis, 5-loculare ? apice stigmatibus 5 distinctis disciformibus orbiculatis, parvis circa punctum apicalem prominulum in orbem positis coronatum. Ovula in loculo quovis 2, superposita, angulo interno affixa, adscendenlia, raphe angulum internum loculi spectante, arilîodio plicato-îobulato apicem seminis immaturi calyptrante, antice vix. ad seminis dimidiam longitudinem extenso. Substantia fructus immaturi mollis, ductilis, endoearpio non eonspicuo.
Les caractères des feuilles, du calice, des staminodes, ne laissent presque pas de doute sur l'identité de cette plante avec l'espèce d'Aublet. L'indécision à cet égard vient surtout de ce que Aublet attribue à son Quapoya scandens cinq rangs de semences, ce qui pourrait ne pas s'appliquer au fruit ici décrit, avec ses deux graines dans chaque loge. Mais ces deux graines, étant à des hauteurs inégales, il est bien possible qu'on ait pu, malgré leur petit nombre, les dire disposées en rang. Aublet, d'autre part, parle de stigmates larges et échancrés; l'expression conviendrait peu aux stigmates disciformes delà plante de M. Sagot; mais, en somme, nous croyons que toutes les probabilités sont en faveur de l'identité des deux types. »

— Planchon & Triana, 1860.

## Description
Clusia scandens est un arbustive terrestre ou épiphyte.
Dioïque, les pieds mâles et femelle sont séparés.
Il ressemblerait beaucoup à Clusia sipapoana (Maguire) Pipoly, en différant notamment par ses pétioles et des sépales plus petits.
Ses feuilles sont de forme obovales, avec de nombreux canaux bruns visibles sur les deux faces.

## Répartition
Clusia scandens est endémique de Guyane. On le rencontre dans les bassins du Sinnamary, de la Comté, de l'Acarouany, et de la Mana (fleuve).

## Écologie
Clusia scandens est une espèce arbustive ou épiphyte que l'on rencontre sur les berges des forêts ripicoles anciennes.

## Usage
En général, les Clusia, sont souvent utilisés par les quimboiseurs Créoles, pour des usages magiques pour dominer d'autres personnes.
Le genre Clusia contient des tanins en abondance et les feuilles sont riches en flavonoïdes.
Dans le genre Clusia, les fleurs produisent généralement des résines contenant des benzophénones prénylées et des xanthones.

## Protologue

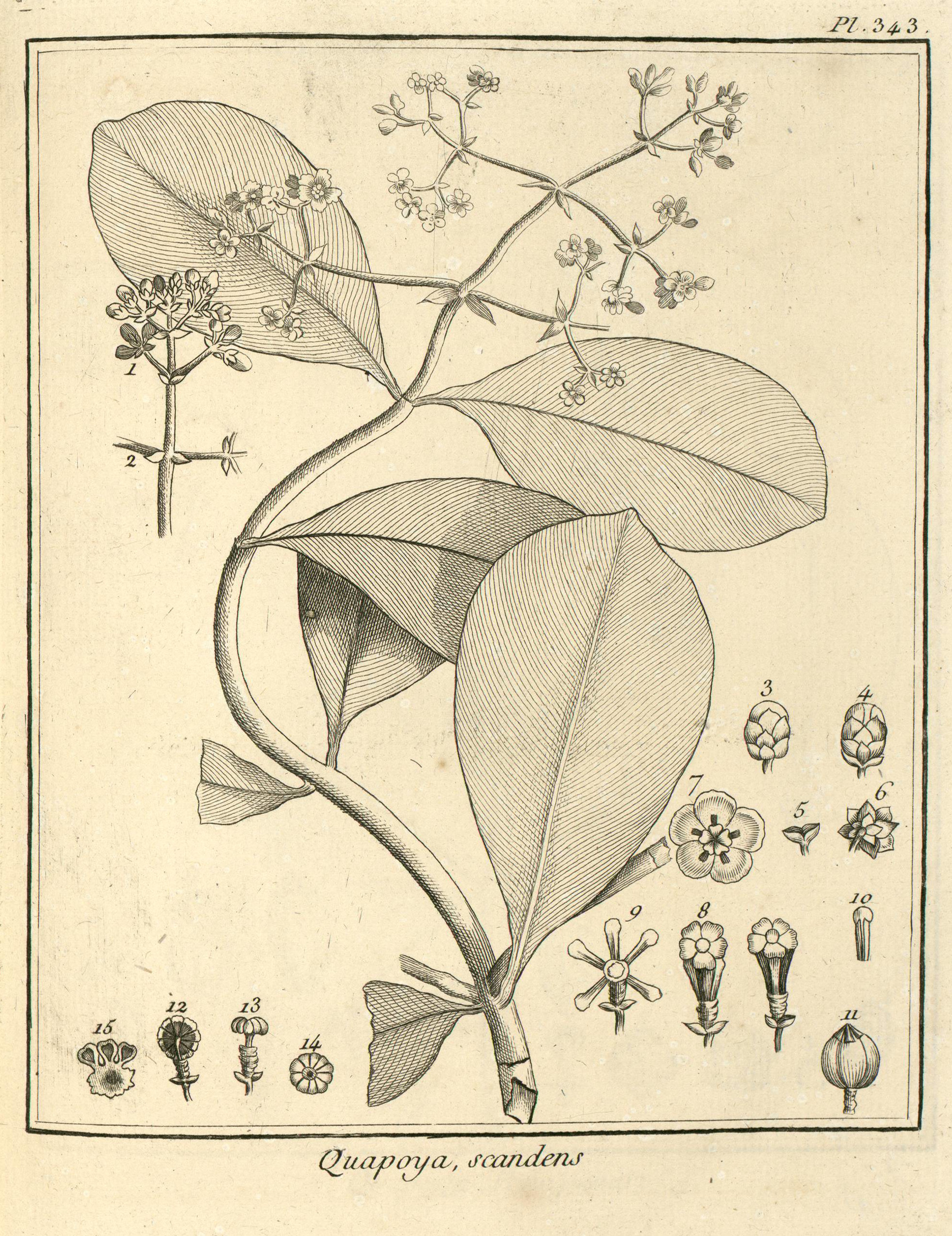
Clusia scandens d'après Aublet, 1775
L'on a groſſi les parties détachées de la fleur. Le fruit eſt de grandeur naturelle.
1. Portion de panicule. - 2. Écailles. - 3. Bouton de fleur ſans écailles à ſa baſe. - 4. Bouton de fleur, garni à ſa baſe de deux écailles oppoſées. - 5. Écailles de la baſe du calice. - 6. Calice vu en deſſous. - 7. Corolle épanouie. - 8. Piſtil. - 9. Étamines ſtériles. - 10. Étamine ſéparée. - 11. Capſule.
FLEUR mâle. - 12. Étamines vues en deſſous. - 13. Étamines vues de côté. - 14. Étamines vues de face. - 15. Trois anthères ſéparées & groſſies.

En 1775, le botaniste Aublet propose le protologue suivant : 

« QUAPOYA (ſcandens) foliis ovatis, carnoſis, integeurimis ; floribus racemoſis, mas & femina. (Tabula 343.)

Frutex ramos plures, cylindraceos, nodoſos, ſublignoſos, ſuprà truncos & ramos arborum ſcandentes & ſparſos emittens; ramulis oppofitis, folioſis, propendentibus. Folia oppoſita, amplexicaulia, craſſa, ovato-ſubrotunda, acuta, glabra ,carnoſa, avenia, integerrima. Flores racemoſi, terminales ; ramulis oppoſitis; racemulis trifloris. Rami, ramuli & pedunculi florum, ad baſim, duabus ſquamulis oppoſitis muniuntur. Capsula ſublutea.

Cortex trunci, ramorum, vulneratus, & folia lacerata, ſuccum glutinoſum, primó flaveſcentem, poſteà flavum effundunt.

Floret, fructumque ſert variis anni temporibus.

Habitat in ſylvis Guianæ.

Nomen Caribæum QUAPOY.

LE QUAPOYER à petit fruit. (Planche 343.)

Cet arbriſſeau pouſſe des branches cylindriques, noueuſes, qui ſe répandent ſur le tronc des arbres voiſins, & jettent des rameau garnis, à chaque nœud, de feuilles entières, ſeſſiles, charnues, épaiſſes, liſſes, fermés, vertes, ovales, terminées en pointe, rétrécies à leur baſe, oppoſées, & diſpoſées en croix. Ces rameaux ſont inclinés, & pendent vers la terre. À leur extrémité, entre deux feuilles, naiſſent de grandes grappes dont les branches ſont oppoſées & articulées, garnies à leur baſe de deux écailles oppoſées, de même que les rameaux qui terminent chaque branche, & qui portent à leur ſommet un petit bouquet de fleurs. Chaque fleur a un petit pédoncule & deux petites écailles oppoſées, placées à la baſe du calice. Ce calice eſt compoſé de cinq écailles arrondies & verdâtres. 

La corolle eſt à cinq pétales jaunes, épais, arrondis, concaves, attachés par un onglet charnu autour d'un diſque. 

Les étamines ſont au nombre de cinq. Elles n'ont point de filet. Ce ſont cinq anthères droites qui entourent l'ovaire. Elles avortent & ſont placées ſur le diſque ſur lequel poſe l'ovaire. 

Le piſtil eſt un ovaire oblong à cinq côtes, ſurmonté de cinq stigmates larges & échancrés. 

L'ovaire devient une capsule ronde, charnue, couronnée paries cinq ſtigmates, qui alors ſont droits, noirs, aigus & réunis enſemble. Elle s'ouvre en cinq quartiers qui, en tombant, laiſſent à découvert un placenta pyramidal, & cinq rangs de semences rouges. Chaque rang eſt ſéparé par une membrane qui tient au placenta.

La plante que je viens de décrire, eſt l’individu femelle. Un individu mâle ne diffère que par le caractère de ſa fleur. Le calice & la corolle ſont comme dans la fleur de l'individu femelle. Les étamines ſont cinq anthères réunies enſemble, portées à l'extrémité d'un pivot qui s'élève du centre de la fleur. Elles laiſſent dans leur centre une cavité remplie d'un ſuc viſqueux & réſineux. Ces anthères ſont à deux bourſes ſéparées par un ſillon. Il y a des fleurs ou on ne compte que quatre anthères ; d'autres ou on en compte ſix ; & alors les pièces du calice & les pétales augmentent ordinairement en même raiſon. 

Les feuilles, l'écorce des branches & des rameaux rendent un ſuc blanc, tranſparent, viſqueux, réſineux. 

J'ai trouvé cet arbriſſeau ſur le tronc de pluſieurs arbres, dans les forêts de Sinémari. 

Il étoit en fleur dans le mois de Novembre. 

Je l'ai encore obſervé en fleur & en fruit dans d'autres endroits & en différents temps de l'année. 

II eſt nommé QUAPOY par les Galibis. 

L'on a groſſi les parties détachées de la fleur. Le fruit eſt de grandeur naturelle. »

— Fusée-Aublet, 1775.